# Awtowo
Awtowo (ros. А́втово) – siedemnasta stacja linii Kirowsko-Wyborskiej, znajdującego się w Petersburgu systemu metra.

## Charakterystyka
Stacja Awtowo została oficjalnie uruchomiona 15 listopada 1955 roku i jest to stacja wzniesiona w typie płytkim kolumnowym. Autorami projektu architektonicznego obecnej postaci stacji są: J. A. Lewinson (Е. А. Левинсон), A. A. Gruszkie (А. А. Грушке), S. M. Epsztejn (С. М. Эпштейн). Przygotowania pod lokalizację stacji metra w tej części miasta rozpoczęły się jeszcze w latach 1934–1937. Jednak posuwały się one niezwykle wolno, a następnie zostały przerwane przez okres wojenny. Także po 1945 roku nie postępowały one zbyt szybko, z uwagi na różnego typu problemy geologiczne i budowlane. Jej budowa, z uwagi na płytkie położenie stacji, sparaliżowała na jakiś czas komunikację w tym rejonie miasta. Wejście do stacji zbudowano w stylu klasycystycznym, z kopułą i kolumnadą przy portyku. Wnętrza urządzono w typowym, stalinowskim stylu, w którym to budowano metra na terenie Związku Sowieckiego.
Dekoracje stacji poświęcono bohaterskiej obronie Leningradu w czasie II wojny światowej. Hołd złożony został także obrońcom Piotrogrodu z 1919, z czasów rosyjskiej wojny domowej. Jedną ze ścian dekoruje mozaika zatytułowana „Zwycięstwo”, przedstawiającą kobietę z dzieckiem na ręku. Ma ona być symbolem triumfu nad niemiecką III Rzeszą. Przed wejściem do stacji planowano umieścić popiersie Józefa Stalina, a jej wnętrza miały być dekorowane inskrypcjami „Chwała wielkiemu Stalinowi” oraz innymi zdobieniami chwalącego sowieckiego przywódcę, lecz ostatecznie, z uwagi na rozpoczęty proces destalinizacji, wycofano się z tego pomysłu. Ostatecznie wyryta inskrypcja jest poświęcona dzielnym obrońcom Leningradu, miasta-bohatera. Ściany wyłożone zostały marmurem. Podobnie kolumny, lecz przy ich dekoracji oprócz marmuru, użyto także szkła, co dało ciekawy efekt pod względem estetycznym, i co m.in. sprawia, że Awtowo uznawane jest za jedną z najpiękniejszych stacji w petersburskim systemie metra. W momencie otwarcia sowiecka prasa określiła stację mianem „kryształowego pałacu”. Posadzki wyłożono jasnymi płytami z granitu. Łącznie znajduje się tu 46 kolumn, z czego 30 to kolumny marmurowe, a 16 obłożonych zostało szkłem. Sklepieniu nadano formę płaską, o jasnym zabarwieniu, które zostało udekorowane ornamentami. Wykonanie kolumn ze szkła sprawia, że odbijają one światło, tworząc ciekawy efekt świetlny. Stację oświetlają żyrandole, ułożone w trzech rzędach, jeden rząd pomiędzy kolumnami a dwa pozostałe po bokach, od strony torów. Ściany zdobią także wieńce laurowe oraz wyobrażenia broni białej.
Awtowo położone jest na głębokości 12 metrów. Z uwagi na tak płytkie położenie, na stacji nie znalazły zastosowania schody ruchome. W 2001 roku pojawiły się problemy geologiczne i hydrologiczne na stacji. Zauważono m.in. zacieki na ścianach i suficie. W latach 2006–2007 stan techniczny stacji uległ pogorszeniu. Od 2007 roku trwały przeciągające się prace naprawcze, ale z powodu ważnego położenia tej stacji na komunikacyjnej mapie Petersburga, a także z uwagi prowadzący stąd tunel do znajdującej się niedaleko zajezdni metra, były one bardzo skomplikowane. Miały one trwać do 2009 roku i odbywć się nocami, gdyż uznano, że stacja nie może zostać wyłączona z użytku. W grudniu 2012 roku prace te zostały zakończone. W 2012 roku Awtowo znalazło się też na liście 22 najpiękniejszych stacji metra w Europie, przygotowanej przez dziennikarzy brytyjskiego The Daily Telegraph. Zajęło ono 10. miejsce w tym zestawieniu. Ruch pociągów odbywa się tu od godziny 5:30 do godziny 0:42 i w tym czasie jest ona dostępna dla pasażerów. Taką samą nazwę nosi też pobliska zajezdnia.

## Galeria

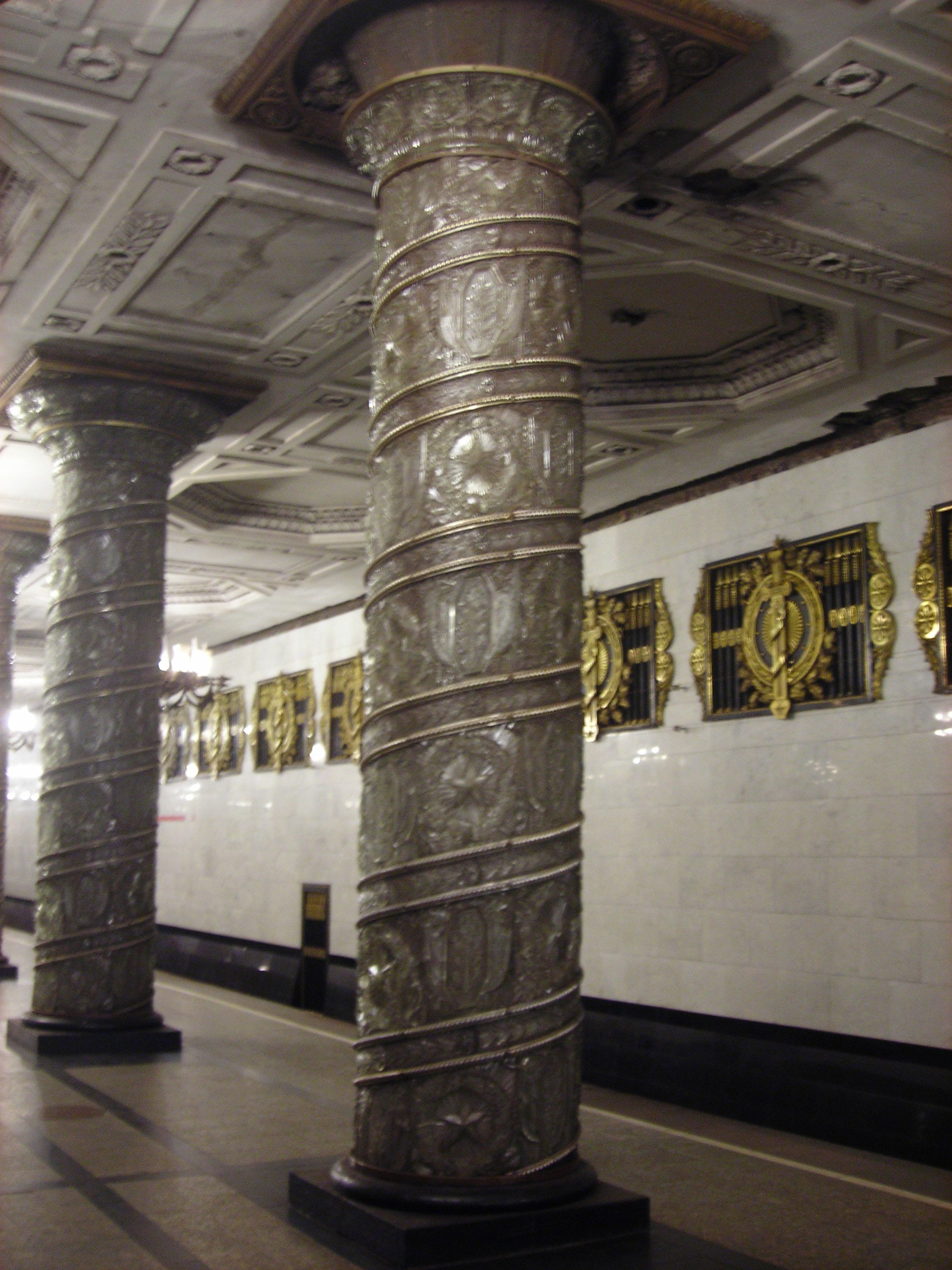
Kolumna dekorowana szkłem
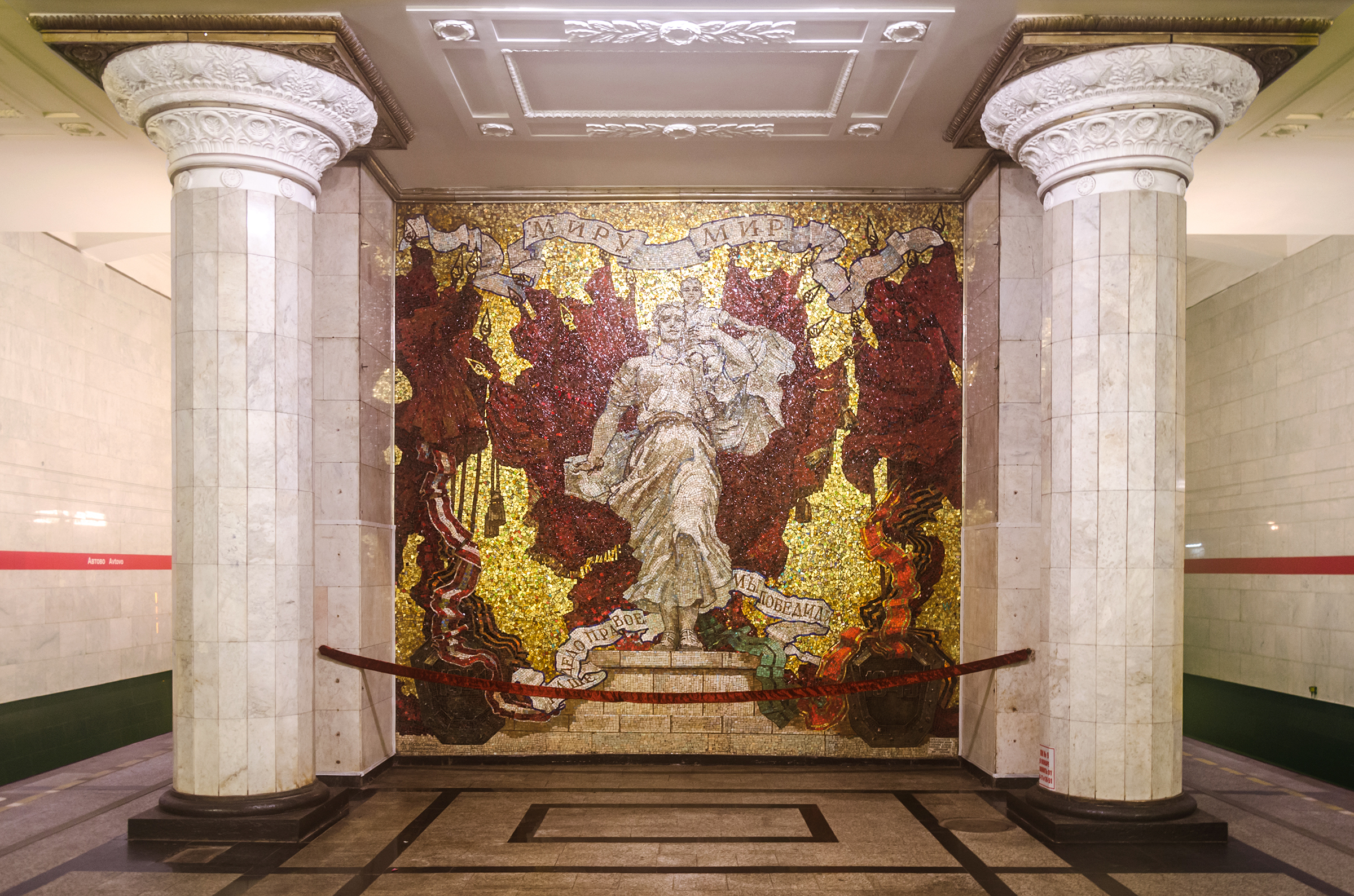
Mozaika „Zwycięstwo”